# Airy (Marskrater)
Airy ist ein Einschlagkrater auf dem Mars. Der Durchmesser des etwas südlich des Marsäquators liegenden Kraters beträgt etwas mehr als 43 Kilometer. Innerhalb von Airy befindet sich der Krater Airy-0, der einen Durchmesser von 500 Metern aufweist und der die Lage des Nullmeridians auf dem Mars definiert.
Airy liegt innerhalb der von der Erde auffällig dunkel erscheinenden „Meridianbucht“ (Sinus Meridiani). Diese wurde von den deutschen Astronomen Wilhelm Beer und Johann Heinrich Mädler bei ihren in den 1830er Jahren durchgeführten Beobachtungen als Merkmal verwendet, mit dessen Hilfe sie die Rotationsdauer des Mars bestimmten. Dieses von Beer und Mäder schlicht „A“ genannte Merkmal wurde 1877 von Giovanni Schiaparelli zur Festlegung des Nullmedians für seine Marskarten verwendet. Die Daten von Mariner 9 erforderten 1972 eine genauere Definition, so wurde der Krater Airy-0 zur Präzisierung verwendet.
Airy ist nach dem englischen Astronomen George Biddell Airy benannt, dessen für Beobachtungen am Royal Greenwich Observatory verwendete Festlegung des irdischen Nullmeridians 1884 international übernommen wurde.